# Mausoleu d'Ahmad Yasawi
El mausoleu d'Ahmad Yasawi (kazakh: Қожа Ахмет Яссауи кесенесі, Qoja Axmet Yassawï kesenesi) és un mausoleu sense acabar situat a la ciutat de Yasi —ara Turquestan—, antiga capital dels kazakhs, a la província del Kazakhstan Meridional, al sud del Kazakhstan. Protegit com a monument nacional, el 2003 va ser declarat Patrimoni de la Humanitat per la UNESCO, esdevenint el primer patrimoni kazakh. Abasta una àrea de protecció de prop de 0,55 ha, una àrea de preservació de 88,15 ha i és una de les construccions més grans i més ben conservades de l'època timúrida.

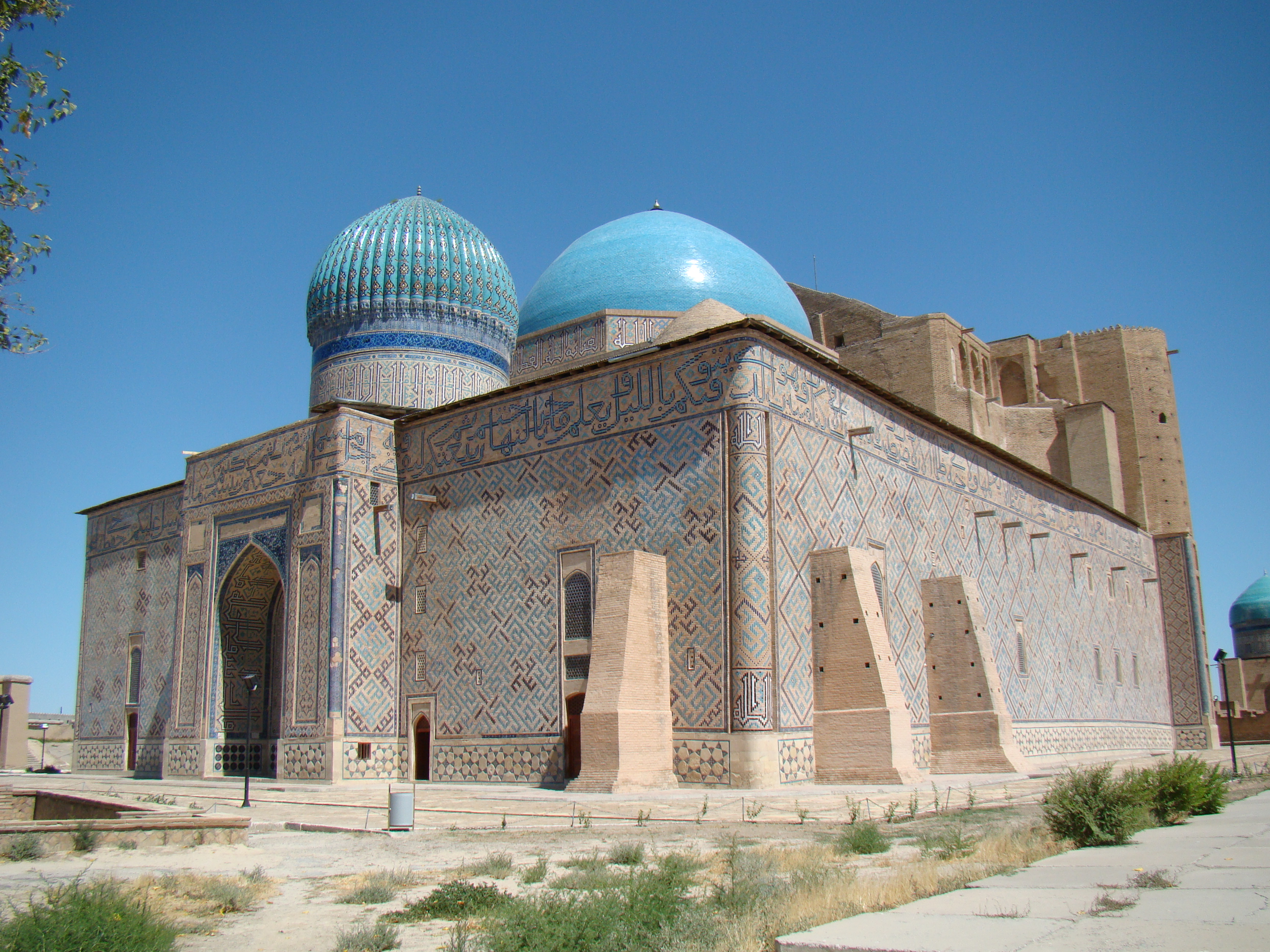
Vista des del nord del mausoleu d'Ahmad Yasawi

L'estructura es va començar a edificar el 1389 per ordre de Tamerlà, que governava la zona com a part de l'expansió de l'Imperi timúrida, per tal de substituir un mausoleu més petit del segle xii del conegut mestre sufí Khoja Ahmad Yasawi (1103-66). Mestres d'obres de l'Imperi Persa, dirigits per Khwaja Hosein Shirazi, va aixecar un edifici rectangular de 39 metres d'alt, utilitzant maó amb morter, recobert de taulells, i coronat amb per una cúpula, la més gran mai construïda a l'Àsia central. Aquesta doble cúpula, decorada amb taulells verds i daurats, mesura 18,2 metres de diàmetre i 28 metres d'alçada. Les simetries axials espacials que presenta, les innovadores solucions arquitectòniques per a la volta i la cúpula, les construccions i ornaments utilitzant rajoles esmaltades, fan de l'estructura el prototip d'un art distintiu i innovador, que es va estendre per tot l'Imperi timúrida.
L'edifici, un dels més grans del seu temps, va ser abandonat quan Tamerlà va morir el 1405, i va quedar sense acabar. Els següents governants van prestar poca atenció al mausoleu; així doncs ha arribat fins al segle xxi com una de les construccions millor conservades i menys alterades de tota la dinastia Timúrida.
Atreu pelegrins de tota l'Àsia central i ha esdevingut l'epítom de la identitat nacional del Kazakhstan.

## Localització
El mausoleu està situat a la part nord-est de la ciutat moderna de Turquestan, antiga Hazrat-e Turquestan, un antic centre de comerç de les caravanes conegut a l'antiguitat com a Khazret i més tard com a Yasi, a la part sud del Kazakhstan. L'edifici és proper a una ciutadella històrica, ara jaciment arqueològic.
Tota la zona arqueològica es caracteritza per presentar restes d'estructures medievals com ara d'altres mausoleus, mesquites i banys públics. Al nord del mausoleu hi ha una secció reconstruïda el 1970 de la paret de la ciutadella, que separa la zona històrica de la ciutat moderna.

## Història

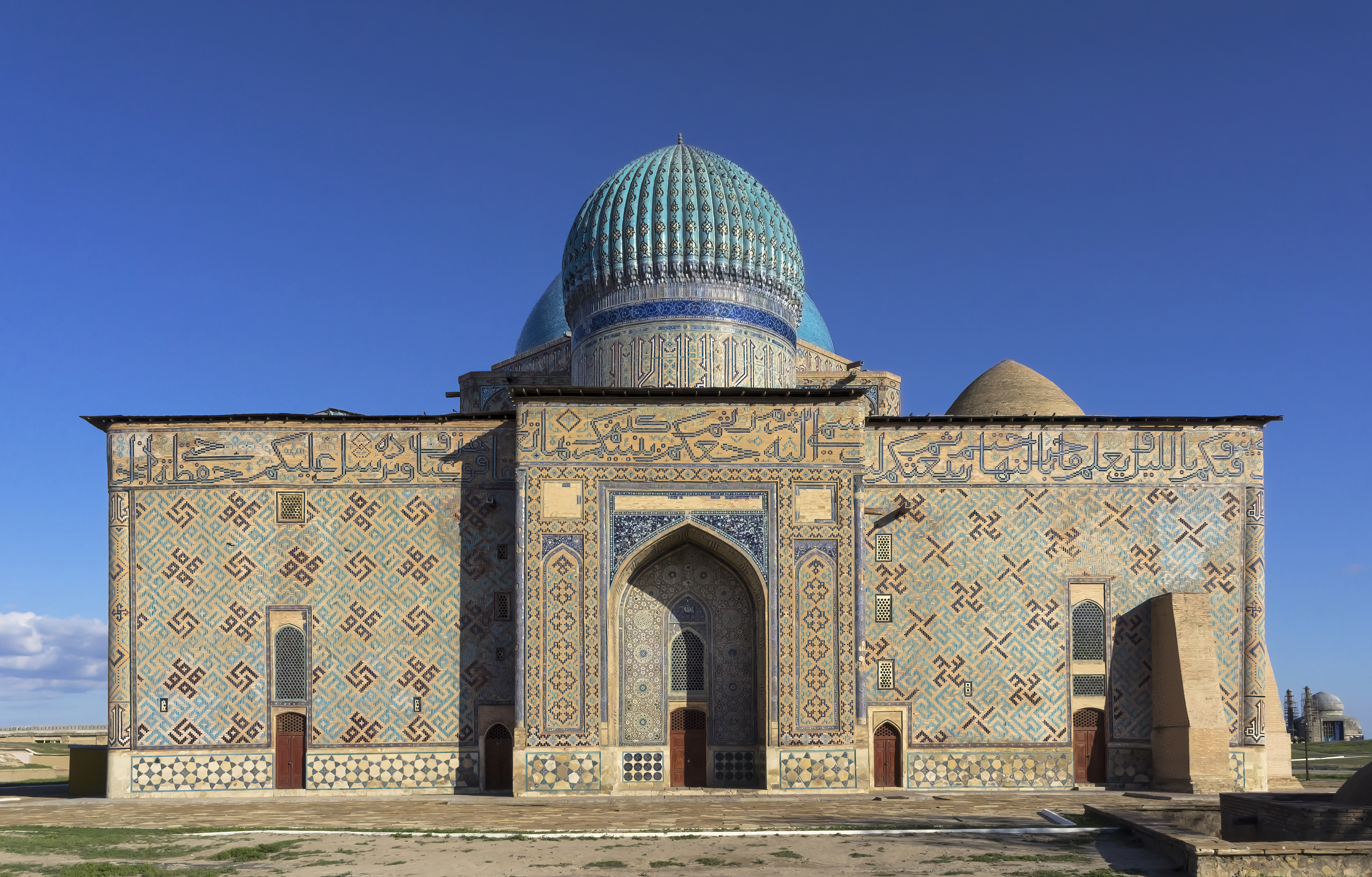
Vista de la part del darrere del mausoleu on es pot observar millor les pintures perses

### Ahmad Yasawi
Ahmad Yasawi, també escrit Khoja Ahmed Yasawi o Khawajah Akhmet Yassawi (Khawaja o Khwaja, en persa: خواجه, pronunciat khâje, «mestre», de l'àrab خواجة, khawājah), fou el cap d'una escola regional de sufisme del segle xii, un moviment místic dins l'Islam que va sorgir el segle ix. Va néixer a Ispidjab —ara Sairam— l'any 1093, i va passar la major part de la seva vida a Yasi on va morir el 1166. És venerat a l'Àsia central i al món de parla turquesa per haver estat qui va popularitzar el sufisme, que mantenia la difusió de l'Islam a la zona malgrat l'envestida contemporània de la invasió dels mongols. L'escola teològica que va crear va atorgar a la ciutat de Yasi esdevindre el centre medieval més important de la zona. També va ser un destacat poeta, filòsof i governant. Yasawi va ser enterrat en un petit mausoleu, que es va convertir en un indret de peregrinació per als musulmans.

### Nou mausoleu

Plànol del mausoleu

La ciutat de Yasi es va lliurar en gran manera de la invasió mongola de Coràsmia el segle xiii. Amb el temps, els descendents dels mongols van assentar-se a la zona, es convertiren a l'Islam i, en la dècada de 1360 la ciutat era sota el control de la dinastia timúrida. Timur (Tamerlà), el fundador de la dinastia, va expandir el regne de l'imperi fins a incloure-hi Mesopotàmia, Iran, i tota Transoxiana, amb capital a Samarcanda. Per tal d'obtenir el suport dels ciutadans locals, Tamerlà va adoptar la política de construir monumentals edificis públics i de culte. A la ciutat de Yasi va parar atenció en la construcció d'un mausoleu més gran per albergar les restes de Yasawi, per tal de glorificar l'Islam, promovent major difusió, i millorar la gestió de les zones pròximes.

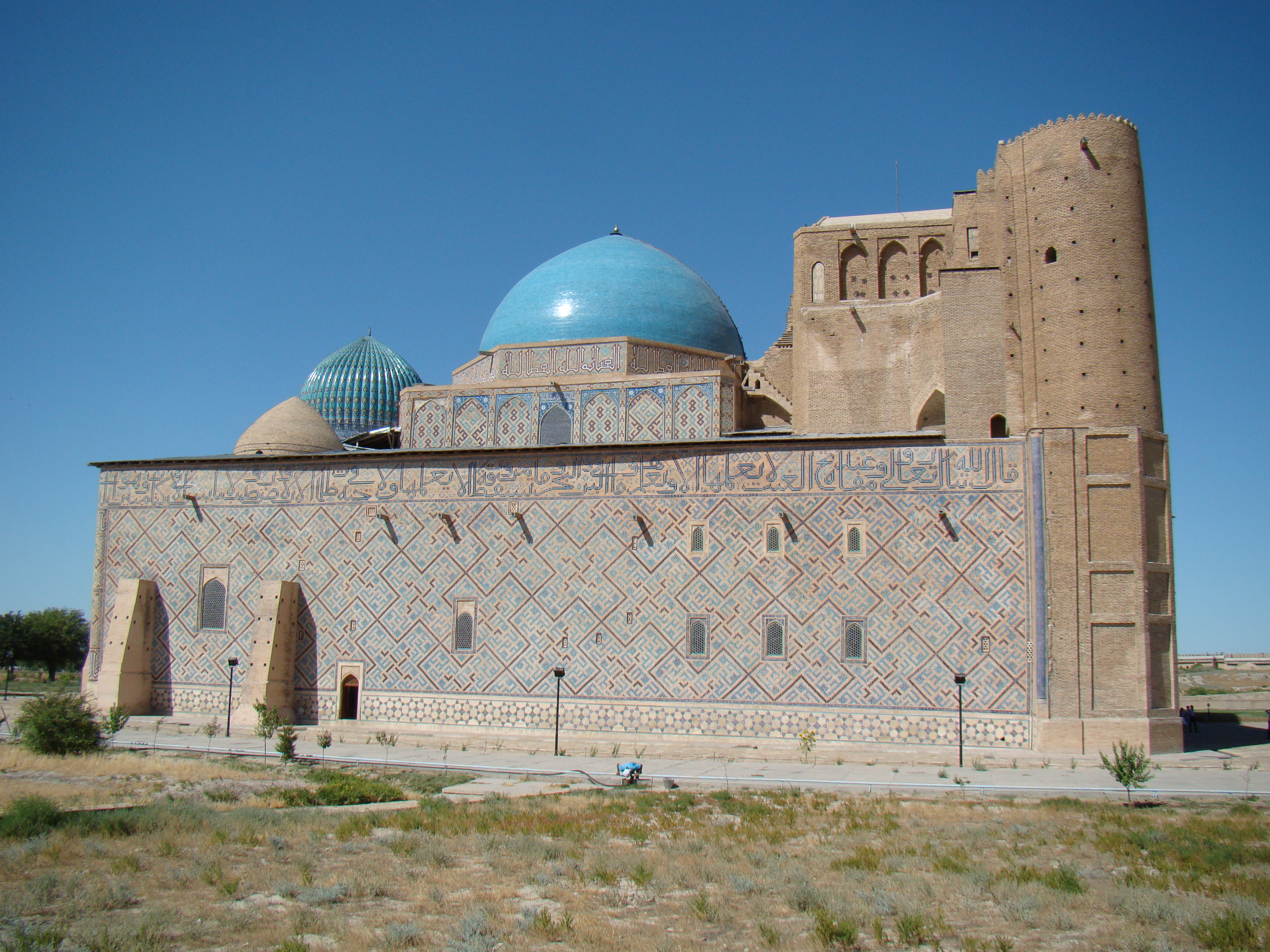
La cúpula del mausoleu d'Ahmad Yasawi, al centre de l'edifici, és la més gran de l'Àsia central

El nou mausoleu va començar-se a aixecar el 1389 i Tamerlà va fer venir per a la tasca constructors de ciutats que havia assolar durant les seves campanyes, treballadors del mosaic de Siraz i paletes i estucadors d'Esfahan. El cap de mestres d'obra van ser Khwaja Hosein Shirazi de l'Iran. El mateix Tamerlà va participar en el disseny de l'estructura, i va introduir disposicions espacials experimentals, i tipus de voltes i de cúpules, innovacions que van ser transmeses més tard al construir edificis religiosos d'altres ciutats. Malgrat tot, el mausoleu va restar sense acabar a la mort de Tamerlà el 1405.

### Decadència, preservació i conservació

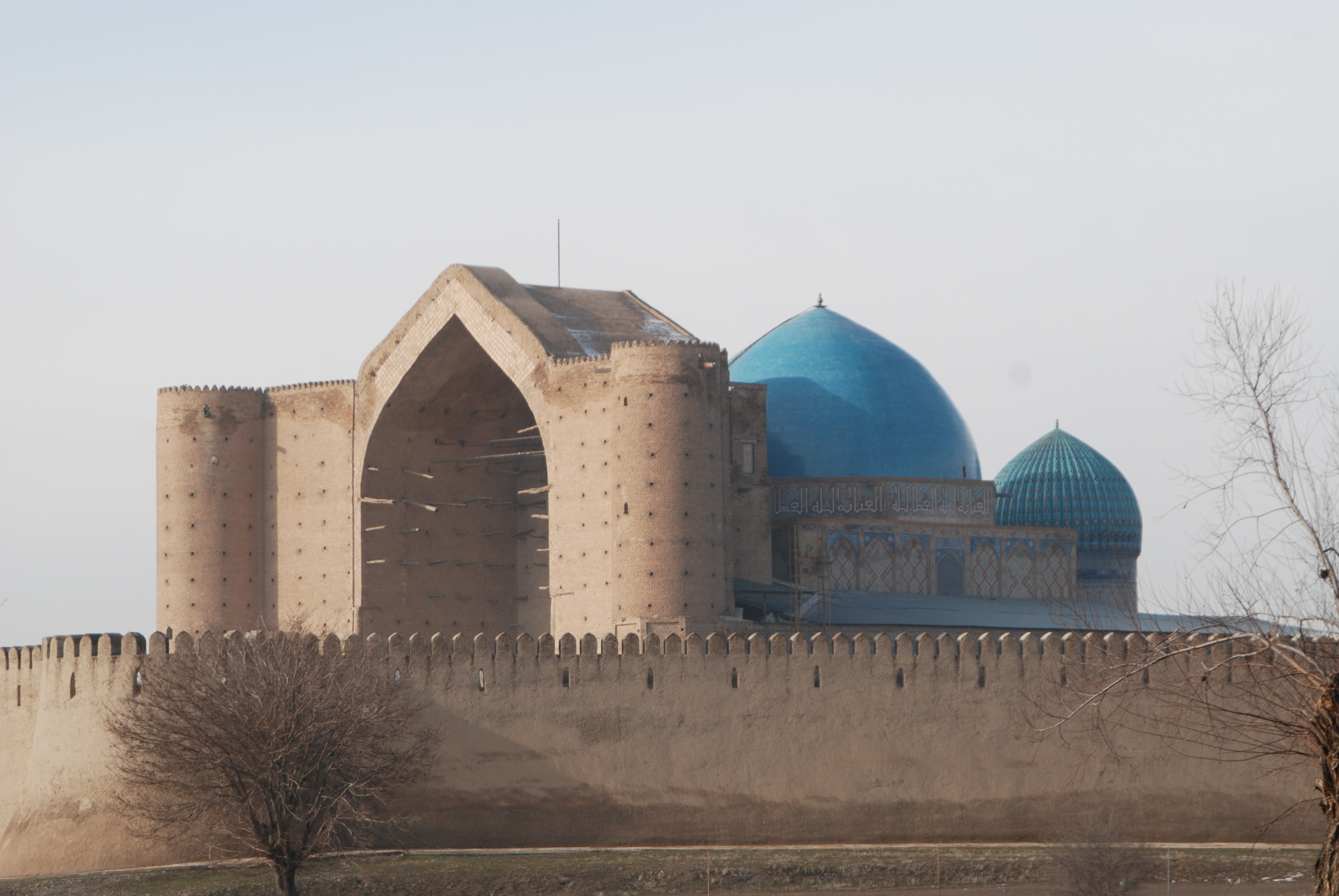
El mausoleu amb la seva muralla defensiva en primer pla

Quan l'Imperi timúrida es va desintegrar, el control del territori va caure sota la Kanat kazakh, que va fer de Yasi —després reanomenada Turquestan— la capital de l'estat el segle xvi. Els kans volien reforçar la importància política i religiosa del Turquestan per tal d'unificar les tribus nòmades dins el nou Estat; per tant, com a centre polític dels kanats, fou on se celebraven les reunions més importants per decidir assumptes relacionats amb l'estat a la capital.
La localitat, situada en la frontera entre les cultures nòmades i les colonitzades, va esdevenir el major centre de comerç i artesania dels kanats. Es van erigir fortificacions per salvaguardar-la, com ara un murs defensiu al voltant del mausoleu inacabat el segle xix, en convertir-se en un important punt de referència i centre de pelegrinatge. Els segles següents, Turquestan i els seus monuments històrics van passar a ser indrets relacionats amb la idea del sistema estatal del Kazakhstan. Les lluites polítiques i els canvis en el transport comercial per terra a favor de les rutes marítimes van comportar la decadència de la ciutat, abans que passes a integra-se dins l'Imperi Rus el 1864.

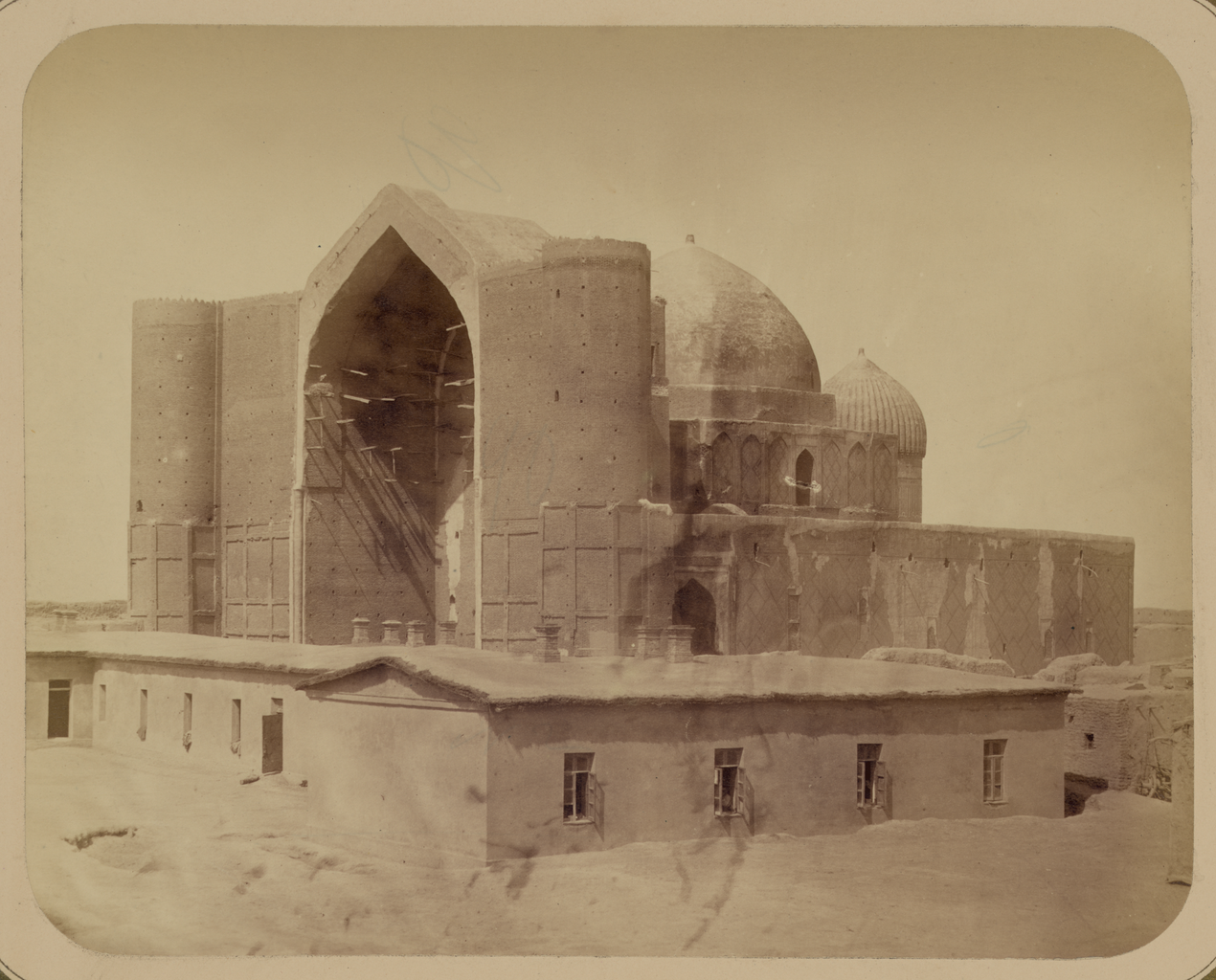
Vista del mausoleu des del sud (fotografia d'entre 1865 i 1872), a Туркестанский альбом (Àlbum de Turquestan)

Aquesta part de la ciutat va ser abandonada en detriment d'una part nova que es va desenvolupar a l'oest de la zona, construïda al voltant d'una nova estació de ferrocarril. Tot el territori va estar sota domini soviètic el segle xx; administrativament es van fer tasques de preservació i restauració, encara que prioritzant els trets arquitectònics estructurals més que tractar l'edifici com una estructura espiritual. Per tant, el mausoleu va ser tancat als devots que venien a retre homenatge a Yasawi, tot i que els khoges locals instal·lats en el mausoleu permetien als pelegrins entrar-hi, en secret, de nit. A partir de l'any 1922, van participar en la investigació tècnica de l'edifici diverses comissions. Es van començar a desenvolupar tasques de manteniment regular a partir de 1938, i una sèrie de campanyes de restauració van iniciar-se el 1945, de les quals l'última es va fer de 1993 fins al 2000. Entre les últimes mesures de conservació aplicades es van substituir els fonaments d'argila de l'estructura per formigó armat, es van consolidar de les parets, impermeabilitzar els sostres, i col·locar noves rajoles basades en dissenys i patrons històrics, a les cúpules.
Els treballs de conservació continus no van aturar-se quan Kazakhstan va obtenir la independència. L'edifici està protegit com a Monument Nacional i està inclòs a la Llista de Béns Nacionals del Kazakhstan. L'indret està sota l'administració Estatal d'Història Azret-Sultane i Museu Reserva cultural, a càrrec de la protecció, investigació, conservació, vigilància i manteniment del mausoleu.

## Arquitectura

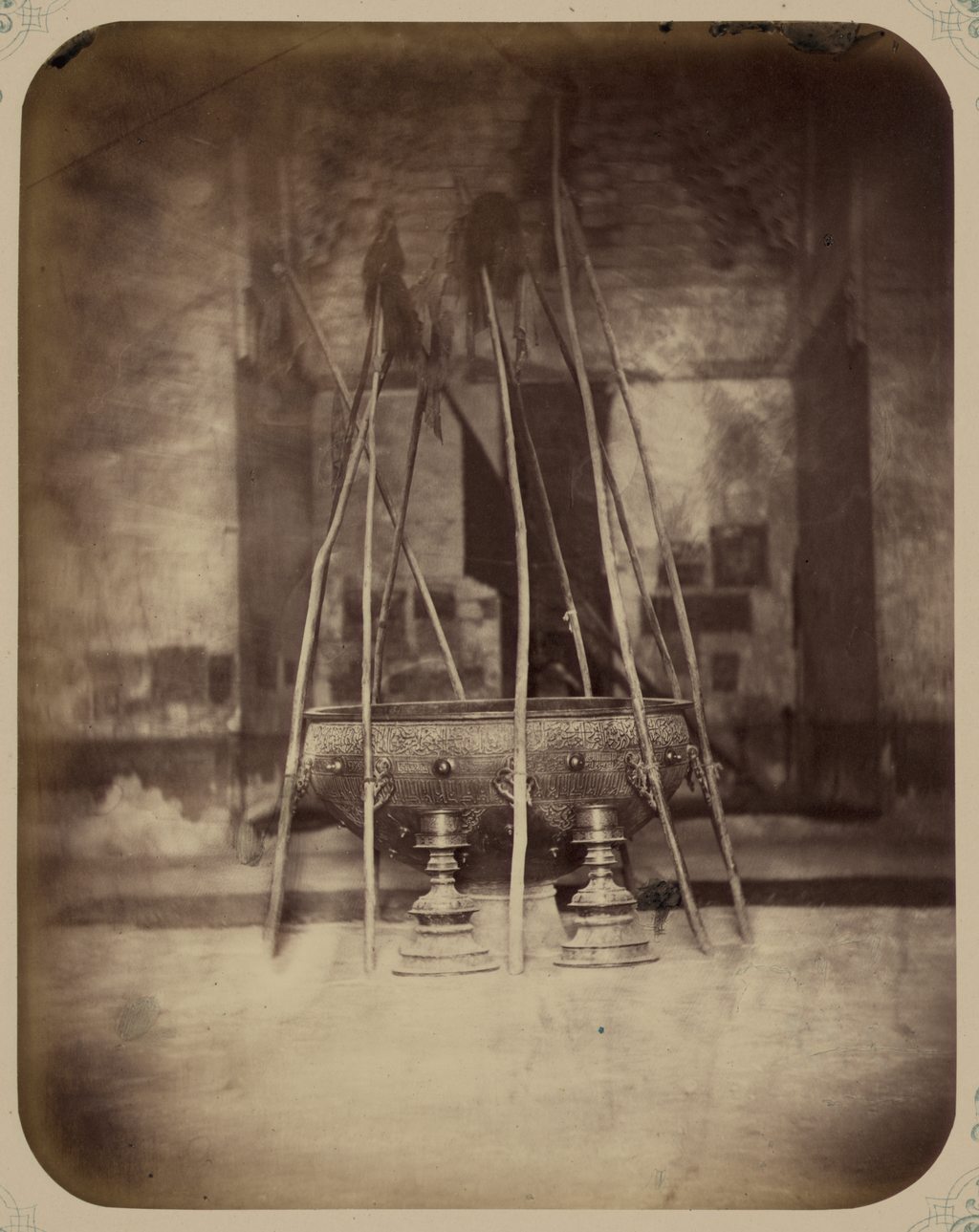
Vista de la sala principal del mausoleu amb el calder al centre (fotografia d'entre 1865 i 1872)

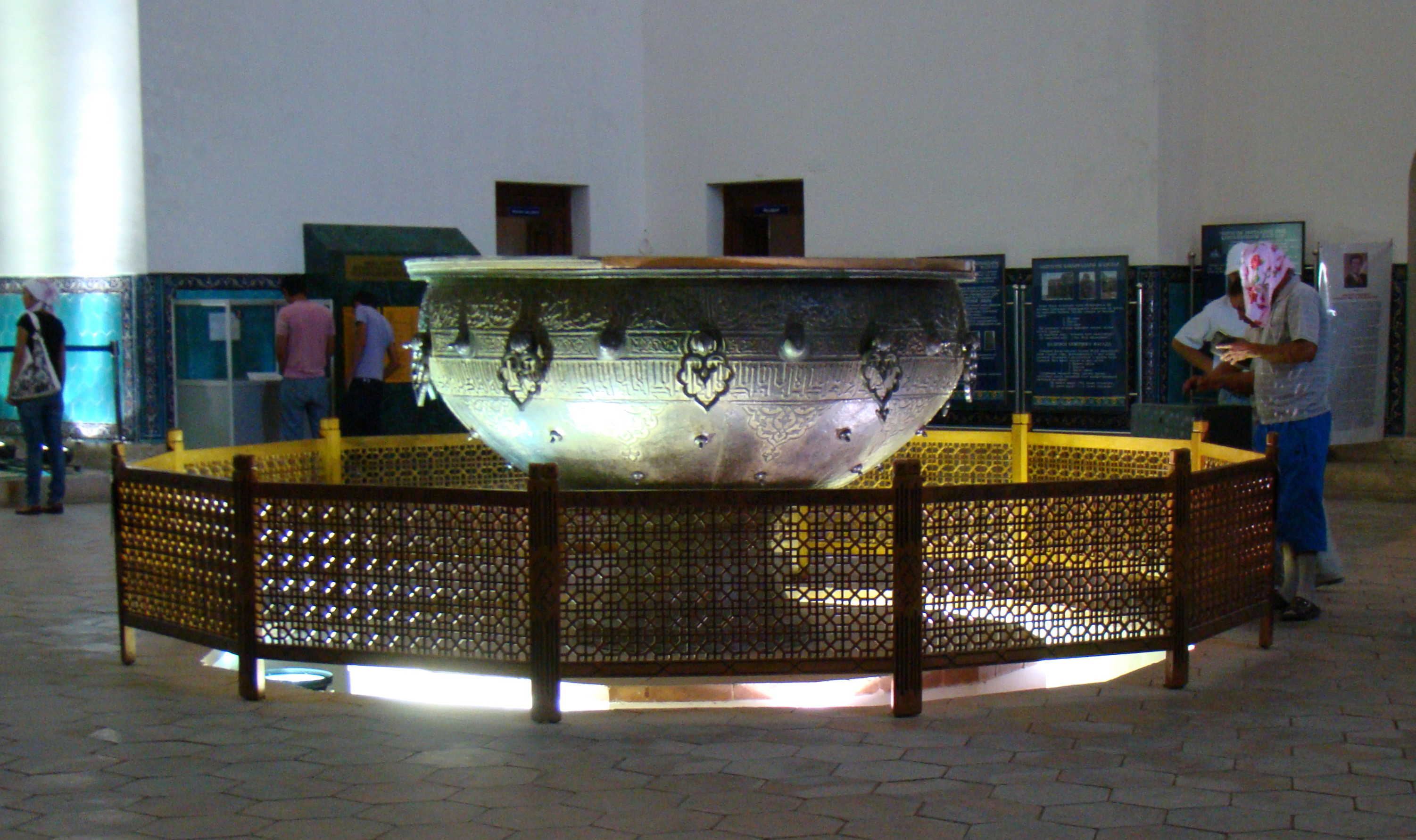
El calder de bronze, situat al centre de la sala principal, i venerat com a relíquia

L'estat inacabat del mausoleu, sobretot en el portal d'entrada i les seccions de l'interior, permeten fer un millor escrutini arquitectònic de com es va dissenyar i construir el monument. L'estructura és de planta rectangular, que mesura 45,8 x 62,7 m, i té 38,7 m d'alçada. Està orientat de sud-est a nord-oest.
El material que s'utilitzà per a la construcció fou el ganch —maó cuit barrejat amb morter, guix i argila— elaborat en una planta situada a Sauran. Les capes d'argila, que arriben a una profunditat de 1,5 m per impedir la penetració d'aigua, es van utilitzar per als fonaments originals, reemplaçats per formigó armat en les obres de restauració modernes. L'entrada principal al mausoleu és al sud-est, i a través d'ella s'accedeix a la sala principal, coneguda com a Kazandyk (Sala de coure), de 18,2 × 18,2 m. Està coberta per la cúpula més gran de maó existent a l'Àsia central, amb 18,2 m de diàmetre. Al centre de la Kazandyk hi ha un calder de bronze, que s'utilitza per afers religiosos, decorat amb figures florals i inscripcions, que descansa en un suport de maçoneria, i mesura al voltant d'un metre d'alt. La tomba de Yasawi està situada en l'eix central a l'extrem nord-oest de l'edifici amb el sarcòfag col·locat exactament al centre de la secció, que té una cúpula de doble sostre acanalat —la cúpula interior té 17,0 m d'alçada i la cúpula exterior 28,0 m—, amb la exterior coberta amb rajoles esmaltades verdes hexagonals amb ornaments d'or. L'interior està adornat amb estalactites d'alabastre, conegudes com mocàrabs.
A l'estructura es troben també altres habitacions addicionals, més de 35, com ara les sales de reunions, un menjador, una biblioteca, i una mesquita, que tenia ornaments geomètrics i florals de color blau clar en les parets. Les parets exteriors del mausoleu estan cobertes per rajoles esmaltades que formen patrons geomètrics, amb adorns epigràfics cúfics derivats de l'Alcorà. La intenció inicial d'incorporar dos minarets no es va arribar a realitzar, en ser aturada la construcció el 1405.

## Llegat

### Naixement de l'art timúrida

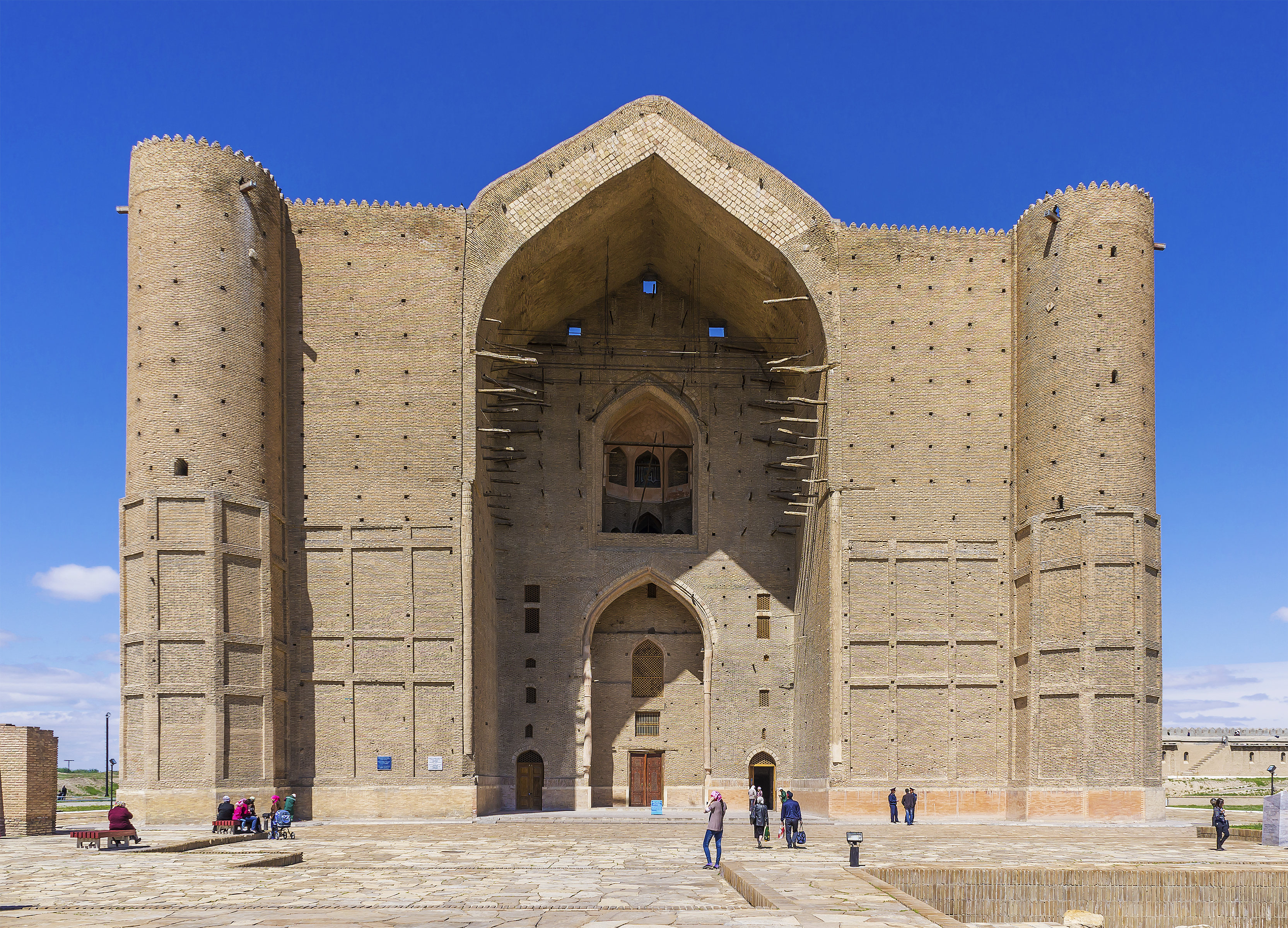
Entrada al mausoleu. Representa la típica arquitectura timúrida

La construcció del mausoleu va suposar importants avenços en la tecnologia de la construcció, mostrant registres de tota classe fins aleshores insuperables, en termes de les construccions voltades —construir sostres arquejat o amb voltes— i innovacions artístiques. Els assoliments derivats de l'erecció del mausoleu, juntament amb l'impuls en la música, la cal·ligrafia, la pintura en miniatura persa, la literatura i d'altres diverses activitats científiques dels timúrides, van les bases per al naixement d'un estil artístic islàmic nou i diferent, l'art timúrida.
L'estructura, de grans dimensions, empra un pla de simetria radial per a la disposició espacial. L'equilibri visual creat en la construcció es va convertir en una característica estètica característica dels edificis timúrides, adoptat després per a l'arquitectura mogol de l'Índia, sobretot posat en pràctica en els jardins i les estructures de la tomba d'Humayun i el Taj Mahal, tots dos encarregats per descendents de Tamerlà.
La tècnica de doble cúpula que es va dur a terme en el mausoleu amb èxit, va fer possible les posteriors enormes cúpules construïdes en l'època timúrida. La cúpula es crea emprant una estructura recta o arquejades a través d'un angle interior, que permet la transició d'una estructura quadrada, octogonal o amb 16 costats com a base, a una cúpula. De fet, la cúpula principal del mausoleu segueix sent la major cúpula de maó a l'Àsia central.

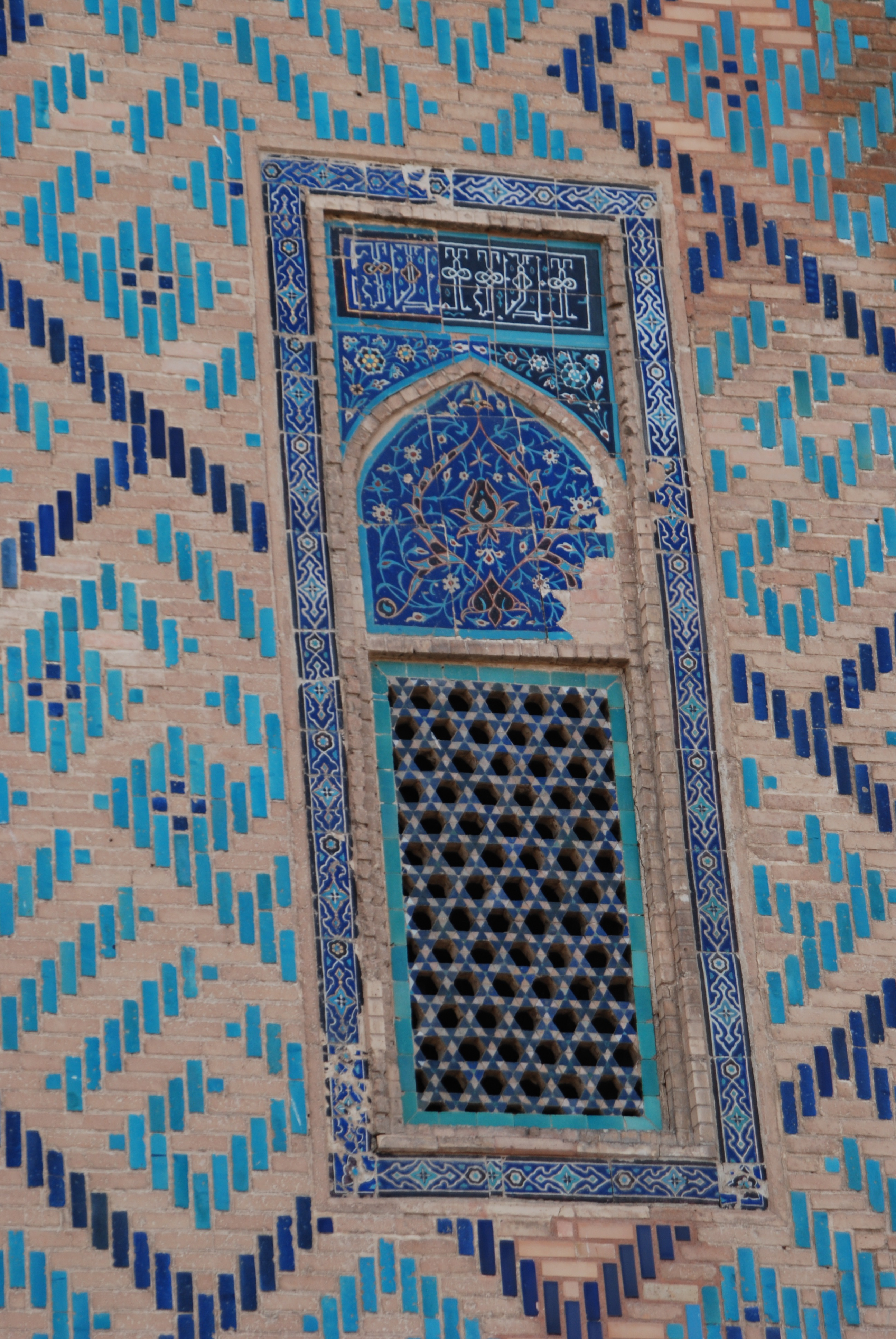
Detall d'una finestra on s'observen diferents tècniques timúrides: banna'i, haftrangi i faiança

El nou ús de rajoles, fent mosaics, dibuixos, i cal·ligrafia islàmica també van ser destacables, els avenços en tècniques de ceràmica van permetre produir en sèrie les rajoles esmaltades utilitzades per a diverses funcions decoratives. Les tècniques que es van desenvolupar per a la decoració de rajoles són:
- La tècnica Banna’i o «tècnica del constructor». Consisteix en alternar a la maçoneria maons esmaltats entre els sense esmaltar, per tal de formar patrons geomètrics.
- Haftrangi. És una tècnica que permet la creació de patrons multicolors sobre la mateixa rajola abans de la cocció, evitant que es barregin els diferents colors.
- Faiança timúrida. Permet petites composicions de dibuixos a les rajoles, amb la seva superfície esmaltada, amb diferents colors.

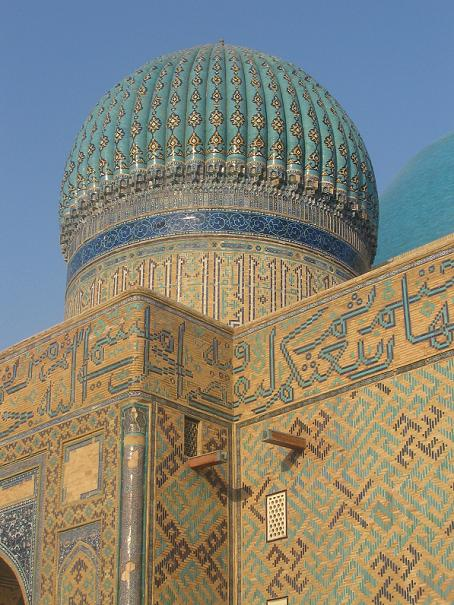
La cúpula petita del mausoleu d'Ahmed Yasawi és un exemples destacat de l'arquitectura timúrida

L'ús de rajoles i mocàrabs fou una influència de l'Iran, lloc d'origen de molts dels arquitectes de Tamerlà. Les superfícies es cobrien per tal de crear efectes visuals en funció de com l'observador mirés l'edifici, i pogués «llegir» els missatges cal·ligràfics. Les rajoles també es van utilitzar per ocultar les juntes estructurals de l'edifici i els colors predominants utilitzats, el turquesa i el blau cel, tenien com a finalitat el contrastar amb la llum brillant del sol, del desert de l'Àsia central.
Les tècniques arquitectòniques i artístiques realitzades en la construcció del mausoleu es van utilitzar immediatament en d'altres construccions, com ara obres contemporànies a Samarcanda, Herat, Mashad, Khargird, Tayabad, Bakú i Tabriz. Es creu que el moment més àlgid de l'arquitectura timúrida es troba en els edificis de Samarcanda. Tamerlà va fer construir en la seva capital monuments seculars i religiosos, així com una gran quantitat de jardins, amb les parets i terra amb elaborats dissenys, i palaus engalanats amb or, seda i catifes, entre els que es troben:
- La mesquita Bibi-Khanum, la més gran del món quan es va acabar el 1404.[26]
- El mausoleu Gur-e Amir, on fou enterrat el mateix Tamerlà.
- El complex Shah-i-Zinda, funerari.
- Registan, considerat el pinacle de l'arquitectura timúrida.[26] És una àmplia plaça amb els edificis imponents de tres madrasses (escoles islàmiques), encara que cap d'elles va ser encarregada pel mateix Timur i van ser construïdes en un període posterior, per Ulug Beg i pel governador Yalangtush.

El mausoleu és considerat com un prototip, que marcà el començament d'un nou estil arquitectònic, i que va culminar en els monuments de Samarcanda, però també va ser el punt d'inici del desenvolupament d'altres estils, com el cas de l'arquitectura mogol de l'Índia. De fet, l'assoliment dels timúrides en l'arquitectura es troba en un proverbi àrab d'un dels edificis de Timur: «Si vostè vol saber de nosaltres, observi els nostres edificis». També és per aquesta raó que la UNESCO va reconèixer el mausoleu com a Patrimoni de la Humanitat el 2003, continuant el mateix reconeixement internacional pels llocs de Samarcanda, la Tomba d'Humayun i el Taj Mahal.

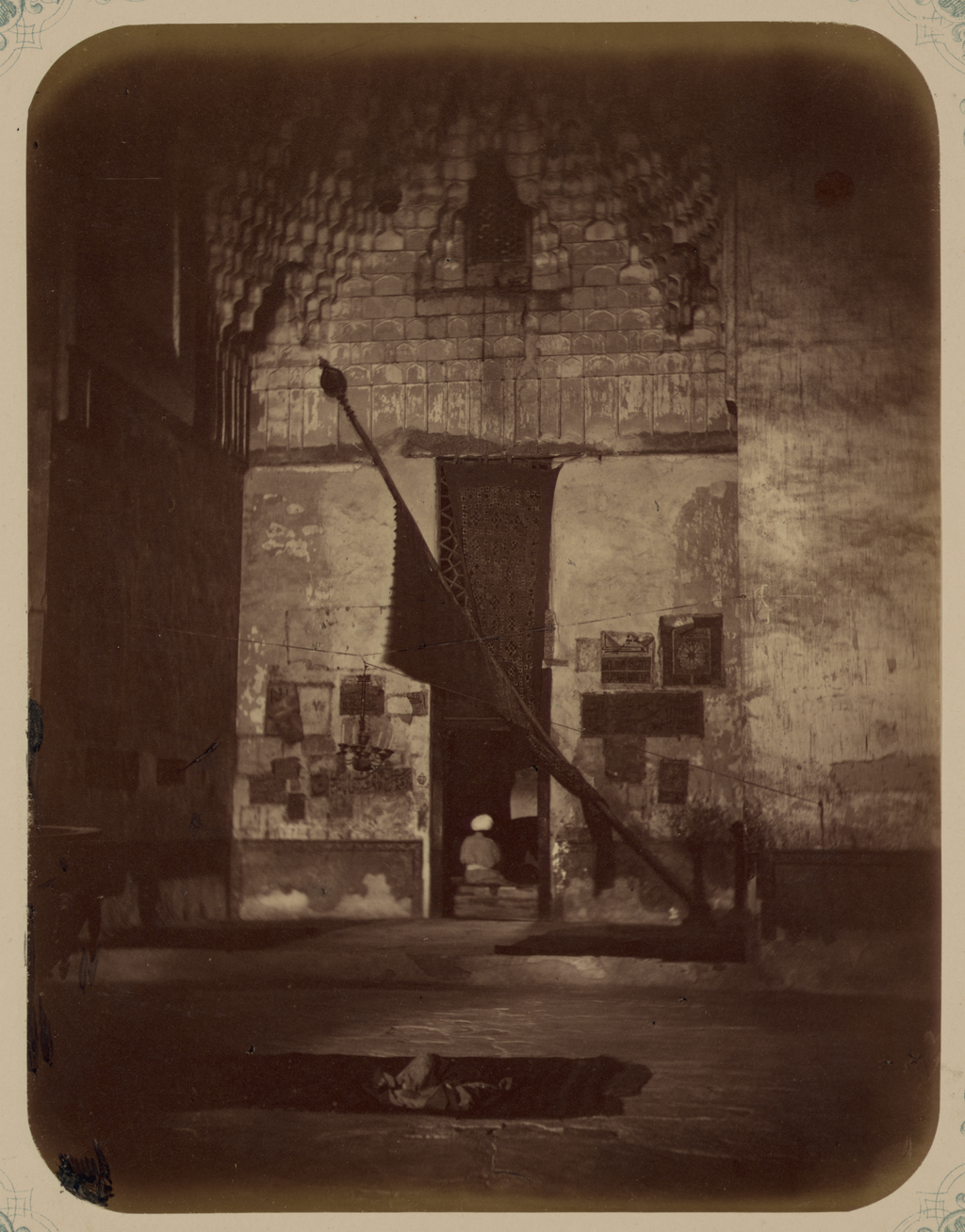
Vista de l'interior del mausoleu d'Ahmad Yasawi que mostra la fornícula en arc que condueix a la tomba del sant. La fornícula acaba en una elaborada volta decorada en l'estil «niu d'abella» (mocàrab), amb forma d'estalactita gràcies a la presència d'elements decoratius suspesos. La figura d'una persona pregant a l'entrada dona una idea de l'escala del mausoleu. Tot just visible, a l'esquerra, hi ha la pila ritual o calder de bronze (fotografia entre 1865 i 1872)

### Importància religiosa i cultural
Durant el Kanat Kazakh, diverses personalitats van triar ser enterrades en els voltants del mausoleu. Entre elles es troben Abulkhair, Rabi'i Sultan-Begim, Zholbarys-khan, Esim-khan, Ondan-sultan (el fill de Shygai-Khan), Ablai Khan, Kaz dauysty Kazbek-bi. La reputació del mausoleu també va arribar a terres estrangeres. A principis del segle xvi, Ubaydullah Khan, el successor de Muhàmmad Xaibani del veí Kanat de Bukharà, es va aturar al mausoleu abans de la batalla contra Babur, que més tard seria el fundador de l'Imperi Mughal. Va jurar que si resultava victoriós, el seu govern seguiria plenament la llei xaria.
Malgrat el tancament públic del monument durant l'era soviètica, el mausoleu ha continuat sent un lloc senyalat per als pelegrins musulmans kazakhs, una vegada que l'ordre va ser aixecada, fins a l'època contemporània. Així doncs, la ciutat de Turquestan es va convertir en una segona Meca per als musulmans de l'Àsia central. De fet, la importància del mausoleu és testificada per l'antic nom de Turquestan, Hazrat-i Turkestan, que literalment significa «sant de Turquestan», com a referència directa a Yasawi. No obstant això, es considera que és una blasfèmia per comparar el hajj a la Meca amb tres peregrinacions a Turquestan.
Com a capital de l'anterior Kanat Kazakh, que va veure el sorgiment de la nacionalitat kazakh, Turquestan segueix sent el centre cultural del Kazakhstan modern. En ser el lloc d'enterrament del teòleg sufí i de la noblesa kazakh de Khanate, el mausoleu ha millorat encara més el prestigi de la ciutat. La nació del Kazakhstan i la fe islàmica de l'Àsia central en temps moderns són testimonis de la importància històrica i cultural de Turquestan, amb el mausoleu de Khoja Ahmed Yasawi com a punt central, percebut com un dels més grans mausoleus del món islàmic que ha sobreviscut i és un monument significatiu tant a la fe com a l'assoliment arquitectònic de la regió.